# Персі (Іллінойс)
Персі (англ. Percy) — селище (англ. village) в США, в окрузі Рендолф штату Іллінойс. Населення — 906 осіб (2020).

## Географія
Персі розташоване за координатами 38°0′55″ пн. ш. 89°37′6″ зх. д. / 38.01528° пн. ш. 89.61833° зх. д. (38.015180, -89.618286).  За даними Бюро перепису населення США в 2010 році селище мало площу 2,41 км², з яких 2,40 км² — суходіл та 0,01 км² — водойми.

## Демографія
Згідно з переписом 2010 року, у селищі мешкало 970 осіб у 415 домогосподарствах у складі 249 родин. Густота населення становила 403 особи/км².  Було 457 помешкань (190/км²).
Расовий склад населення:
| - 90,5 % — білих - 0,7 % — чорних або афроамериканців - 0,5 % — корінних американців - 0,2 % — вихідців з тихоокеанських островів - 0,2 % — азіатів - 6,7 % — осіб інших рас |

До двох чи більше рас належало 1,1 %. Частка іспаномовних становила 9,7 % від усіх жителів.
За віковим діапазоном населення розподілялося таким чином: 21,6 % — особи молодші 18 років, 61,5 % — особи у віці 18—64 років, 16,9 % — особи у віці 65 років та старші. Медіана віку мешканця становила 39,3 року. На 100 осіб жіночої статі у селищі припадало 102,5 чоловіків;  на 100 жінок у віці від 18 років та старших — 100,0 чоловіків також старших 18 років.
Середній дохід на одне домашнє господарство  становив 42 467 доларів США (медіана — 35 139), а середній дохід на одну сім'ю — 50 330 доларів (медіана — 40 677). Медіана доходів становила 30 833 долари для чоловіків та 20 990 доларів для жінок. За межею бідності перебувало 16,5 % осіб, у тому числі 20,0 % дітей у віці до 18 років та 3,6 % осіб у віці 65 років та старших.
Цивільне працевлаштоване населення становило 310 осіб. Основні галузі зайнятості: виробництво — 41,0 %, освіта, охорона здоров'я та соціальна допомога — 27,4 %, транспорт — 8,1 %, науковці, спеціалісти, менеджери — 4,5 %.